# Камікава Тору
Тору Камікава (яп. 上川 徹, нар. 8 червня 1963, Кагосіма) — колишній японський футбольний арбітр.

## Біографія
Перш ніж стати суддею, він грав у футбол на позиції нападника. Він отримав освіту і грав за Національний коледж технології Кагасіми і Токайський університет. Він представляв Японію на юнацькому рівні в 1981 році. Після закінчення школи він перейшов у команду «Фудзіта» з Футбольної Ліги Японії й завершив свою ігрову кар'єру там у 1991 році.
Дебютував в японській Джей-лізі в статусі арбітра в 1996 році.
Тору став суддею міжнародної категорії з 1998 року, він судив один матч на чемпіонаті світу з футболу 2002 року і три матчі на чемпіонаті світу 2006 року.
На ЧС-2002 він судив перший матч групи між збірними Ірландії і Камеруну. На чемпіонаті світу 2006 року він судив матчі групового етапу між збірними Польщі та Еквадору в групі А між збірними Англії і Тринідаду і Тобаго в групі B. Він також судив матч за третє місце між збірними Німеччини та Португалії.
Він був обраний арбітром року АФК у 2002 році й суддею року Джей-ліги у 2003 і 2006 роках.
Камікава став першим азіатом, який відсудив матч Російської Футбольної Прем'єр-Ліги, коли він судив матч між клубами «Промінь-Енергія» і «Спартак» 20 серпня 2006 року в місті Владивосток.
Він оголосив про завершення міжнародної кар'єри в жовтні 2006 року, в тому числі й через травму коліна, хоча у нього залишалося ще два роки до досягнення пенсійного віку міжнародного рефері. Він повністю пішов з суддівства в січні 2007 року і став працювати на Футбольну асоціацію Японії, допомагаючи молодим суддям розвивати свої навички.